# Ton Raven
A.C.M. (Ton) Raven (Geleen, 3 november 1957) is een Nederlandse ambtenaar, bestuurder en politicus. Van 19 januari 2021 tot en met 12 juni 2023 was hij namens de Onafhankelijke SenaatsFractie lid van de Eerste Kamer der Staten-Generaal.

## Biografie

### Opleiding en loopbaan
Raven volgde de vooropleiding van de mavo, volgde een vakopleiding aan de Limburgse Bestuursacademie en volgde de financiële vakopleidingen PDB, MBA en SPD. Hij was ook voorzitter van Jongerenvereniging Oud-Geleen en hij was wijkvertegenwoordiger. Van 1980 tot 1988 was hij financieel medewerker en kassier bij de gemeente Sittard en van 1988 tot 1994 administrateur en lid van de directie van de Sportstichting Sittard. Daarnaast was hij voorzitter en een van de oprichters van Streekomroep START, die in 1985 tot stand kwam. Hij verliet de omroep toen hij in 1990 raadslid werd. Van 2002 tot 2020 was hij eigenaar van diverse bedrijven op het gebied van ICT en duurzame energie. Ook presenteerde hij tussen 2015 en 2020 programma's bij de lokale radiozenders Euregio Radio en Bie Os.
Raven heeft verschillende nevenfuncties bekleed. Zo was hij vijftien jaar voorzitter van een stichting gelieerd aan het vrouwenteam van handbalclub Vlug en Lenig en was hij coach van dat team. In 2009 ging de stichting failliet, nadat het team was gedegradeerd. Raven was ook voorzitter van de lokale ouderenorganisatie KBO St. Augustinus en coachte een zaalvoetbalteam van ZVV Awt-Gelaen.

### Lokale politieke loopbaan
Hij was voor het eerst verkiesbaar bij de Geleense gemeenteraadsverkiezingen in 1986, maar ontving geen zetel. Hij deed vier jaar later weer mee als kandidaat van Stadspartij Burgerbelangen Geleen en werd ditmaal wel verkozen tot gemeenteraadslid. Na de verkiezingen van 1994 werd Raven wethouder met in zijn portefeuille Financiën, Milieu en Verkeer. Hij bleef wethouder van Geleen tot de gemeentelijke herindeling per 1 januari 2001 van Geleen met Born en Sittard. Bij de verkiezingen was hij de lijsttrekker van zijn partij. Stadspartij Burgerbelangen Geleen kwam wederom in het college, waardoor hij weer wethouder werd met in zijn portefeuille Verkeer, Bedrijfsvoering, Evenementen en Sociale Zaken.
In mei 2002 stapte Raven op, nadat 21 van de 36 raadsleden een motie van wantrouwen tegen hem hadden gesteund. Twee weken eerder had de politie na klachten om vijf uur 's ochtends een feest stilgelegd in een café, waar hij het landskampioenschap van handbalclub Vlug en Lenig aan het vieren was. Volgens ooggetuigen zou een dronken Raven zich het meest hebben verzet en zou hij de politie hebben uitgescholden. Aanvankelijk weigerde hij op te stappen. Raven ontkende dat hij dronken zou zijn geweest en beweerde dat zijn verzet berustte op een misverstand. Hij bleef na zijn ontslag als wethouder wel lid van de gemeenteraad.
Raven werd in 2006 herkozen als lijsttrekker van Stadspartij Burgerbelangen Geleen. Hij was het enige lid van zijn partij in de raad van Sittard-Geleen. In 2009 kondigde zijn partij aan te gaan fuseren met Stadspartij Sittard-Geleen-Born om de Stadspartij te vormen. Een jaar eerder had Raven aangekondigd te overwegen om lid van Trots op Nederland te worden vanwege zijn landelijke politieke ambities. Na de verkiezingen in 2010 bleef hij lid van de gemeenteraad. Ook was hij nummer drie op de lijst van Partij Nieuw Limburg bij de Provinciale Statenverkiezingen 2011, maar hij werd niet verkozen.
In 2014 werd Raven fractievoorzitter van de Stadspartij. Bij de verkiezingen in 2014 stond hij nog op plaats twee op de kandidatenlijst, maar lijsttrekker Fred den Rooijen stopte als voorzitter vanwege het feit dat de partij niet in de coalitie kwam. In mei 2014 – toen Raven net fractievoorzitter was – beschuldigde hij onterecht burgemeester Sjraar Cox ervan partijdig te zijn geweest bij de coalitievorming. Ondanks Ravens excuses, verlieten de drie andere gemeenteraadsleden van de Stadspartij de partij. In 2015 was hij weer verkiesbaar bij de Provinciale Statenverkiezingen. Als veertiende op de lijst van Volkspartij Limburg steunde hij het prominente lid Jos van Rey, die voor corruptie werd onderzocht.
Raven bleef ook na de verkiezingen in 2018 raadslid. Tijdens de campagne pleitte hij voor de oprichting van een Euregio met nabijgelegen Belgische en Duitse plaatsen om subsidies van de Europese Unie te kunnen ontvangen. Hij was in de periode tussen september 2018 en januari 2019 met ziekteverlof vanwege een herseninfarct. Raven was van 19 februari 2020 tot 19 januari 2021 opnieuw wethouder van Sittard-Geleen met in zijn portefeuille Bedrijfsvoering, financiën, juridische kwaliteit en I&A, euregionaal beleid, sport en mobiliteitsbeleid. Ook was hij stadsdeelwethouder stadsdeel 3b en 4b (Geleen-Zuid, Kluis, Limbrichterveld, Hoogveld en Handelscentrum Bergerweg) en de 6e locoburgemeester.
Raven gaf zijn wethouderschap in 2021 op, omdat hij dit niet langer kon combineren met het lidmaatschap van de Eerste Kamer. Zowel B&W als EK vergaderden op dinsdag. Het niet verplaatsen van B&W-vergaderingen nam hij de in 2022 afscheid nemende Pieter Meekels van GOB kwalijk. Op verkiezingsdag haalde Raven in sociale media uit naar Meekels, en torpedeerde de voortzetting van de coalitie. In de nasleep stapte lijsttrekker Nancy Kaufmann over naar het CDA en nam haar zetel mee. Ook stapte het volledige bestuur op. Voorzitter Hoedemakers werd raadslid voor het CDA, penningmeester Habets werd burgerlid voor PIT.

### Lid Eerste Kamer
In 2019 was Raven de nummer twee op de lijst van de Onafhankelijke SenaatsFractie (later Onafhankelijke Politiek Nederland), maar hij ontving geen zetel. Op 19 januari 2021 werd hij geïnstalleerd als lid van de Eerste Kamer der Staten-Generaal in de vacature die ontstond na het vertrek van Gerben Gerbrandy. Raven pleitte in december 2021 voor een eenmalige financiële compensatie voor gepensioneerden, omdat de pensioenen sinds 2009 niet meer waren geïndexeerd, en startte een online petitie.
Bij de gemeenteraadsverkiezingen in 2022 was Raven de derde kandidaat van de Stadspartij. Hij werd verkozen en zijn installatie in de Sittard-Geleense raad vond plaats op 30 maart. Een aantal weken later stapte fractievoorzitter Nancy Kaufmann van de partij over naar het CDA vanwege een persoonlijke conflict met Raven omtrent een mogelijke coalitiedeelname. Begin april werd Raven door het CDA en de lokale partij EML gekozen als informateur in de gemeente Eijsden-Margraten met als opdracht een geschikte derde partij voor een nieuwe coalitie te vinden. Bij de Provinciale Statenverkiezingen van 2023 nam hij plek vier in op de kandidatenlijst van Lokaal-Limburg – lid van de Onafhankelijke SenaatsFractie – in Zuid-Limburg, terwijl hij als 24e stond op de lijst voor het midden en noorden van de provincie. Hij was wederom de tweede kandidaat van de Onafhankelijke Politiek Nederland bij de Eerste Kamerverkiezingen van 2023. De partij behield zijn ene zetel, waardoor Raven de Eerste Kamer verliet. Bij zijn afscheid in de Eerste Kamer werd hij geridderd in de Orde van Oranje-Nassau.

## Privéleven
Raven is getrouwd en heeft twee dochters. Sinds 2011 is hij bariton bij het mannenkoor Mignon en lid van de schutterij Marcellinus en Petrus. In 2013 werd hij schutterskoning van die laatste vereniging door het koningsschieten te winnen.
- Parlement.com: vleth2ycfpfs